# Neanthophylax
Neanthophylax är ett släkte av skalbaggar. Neanthophylax ingår i familjen långhorningar.
Kladogram enligt Catalogue of Life:
| Neanthophylax | \| \| Neanthophylax mirificus \| \| \| \| \| \| Neanthophylax pubicollis \| \| \| \| \| \| Neanthophylax subvittatus \| \| \| \| |
|               | \| \| Neanthophylax mirificus \| \| \| \| \| \| Neanthophylax pubicollis \| \| \| \| \| \| Neanthophylax subvittatus \| \| \| \| |
|               | Neanthophylax mirificus |
|               | |
|               | Neanthophylax pubicollis |
|               | |
|               | Neanthophylax subvittatus |
|               | |